# Заговельєв Олександр Петрович
Олександр Петрович Заговельєв (22 травня 1902, село Курка Гора Холмогорського повіту Архангельської губернії, тепер Плесецького району Архангельської області, Російська Федерація — 11 липня 1979, місто Москва, тепер Російська Федерація) — радянський партійний діяч, 1-й заступник голови Ради міністрів Казахської РСР. Депутат Верховної ради Казахської РСР 2-го скликання, Верховної ради Російської РФСР 5-го скликання. Депутат Верховної Ради СРСР 2—3-го скликань.

## Біографія
Народився в селянській родині. З 1917 до 1921 року навчався в Архангельській вчительській семінарії. У 1923 році закінчив три курси природничо-математичного факультету Архангельського інституту народної освіти. З 1923 до 1924 року навчався на біохімічному факультеті Пермського університету.
У 1924—1925 роках служив у Червоній армії в місті Дєтскоє Село Ленінградської губернії.
У 1925—1927 роках — секретар сільської ради; заступник голови, голова виконавчого комітету Плесецької районної ради Архангельської губернії.
Член ВКП(б) з 1926 року.
У 1927—1929 роках — слухач Вищих курсів сільськогосподарської кооперації в Москві, технолог молочних продуктів.
У 1929—1932 роках — інструктор, голова правління Спілки робітників лісохімічної кооперації в місті Архангельську.
У 1932 році — слухач Ленінградської промислової академії.
У 1932—1938 роках — член президії, заступник голови президії Казахської ради промислової кооперації.
У 1938—1941 роках — голова президії Ради промислової кооперації Казахської РСР.
У грудні 1941 — квітні 1942 року — заступник голови Ради народних комісарів Казахської РСР.
У квітні 1942 — грудні 1950 року — 1-й заступник голови Ради народних комісарів (з березня 1946 року — Ради міністрів) Казахської РСР.
У 1950—1957 роках — 1-й заступник голови правління Центральної ради промислової кооперації СРСР.
У 1957—1960 роках — голова правління Ради промислової кооперації Російської РФСР.
У 1960—1961 роках — голова ліквідаційної комісії Ради промислової кооперації Російської РФСР.
З 1961 року — персональний пенсіонер.

## Нагороди
- орден Леніна (1945)
- два ордени Трудового Червоного Прапора (1943, 1946)
- орден «Знак Пошани» (5.11.1940)
- медалі